# David Howell (golfspelare)

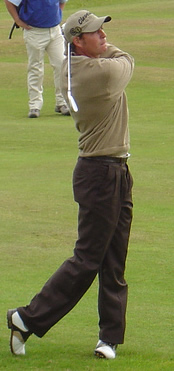
David Howell

David Howell, född 23 juni 1975 i Swindon, är en engelsk golfspelare.
Howell blev professionell 1995. Han vann Australian PGA Championship 1998 och Dubai Desert Classic 1999 men efter det vann han inga tävlingar på sex år men han höll sig högt upp i resultatlistorna. 2004 blev han 10:a i PGA European Tours penningliga och 2005 är hans hittills bästa år. Han blev för andra året i rad tvåa i både The Daily Telegraph Dunlop Masters och Nissan Irish Open och senare samma år vann han BMW International Open. Under hösten nådde han topp 20 på golfens världsranking. Han vann sedan den första upplagan av HSBC Champions vilket förde honom upp till 13:e plats på världsrankingen. Då var han den högst rankade britten och den näst högst rankade europeiske spelaren.
Han spelade med det segrande europeiska Ryder Cup-laget 2004 och 2006. Han var även med i Storbritannien och Irlands i The Seve Trophy som förlorade 2000 men vann 2003 och 2005.

## Meriter

### Segrar på Europatouren
- 1999 Dubai Desert Classic
- 2005 BMW International Open, HSBC Champions
- 2006 BMW Championship

### Övriga proffsegrar
1998 Australian PGA Championship

### Lagtävlingar
- Walker Cup: 1995
- Jacques Leglise Trophy: 1993 (segrare)
- Ryder Cup: 2004 (segrare), 2006 (segrare)
- Alfred Dunhill Cup: 1999
- The Seve Trophy: 2000, 2003 (segrare), 2005 (segrare)
- WGC-World Cup: 2005